# Estilete

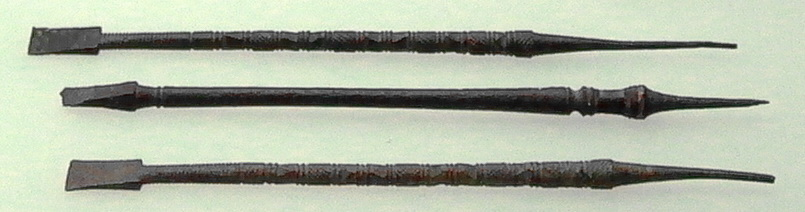
Estilos romanos utilizados para escribir en tabletas de cera.

Un estilete o estilo (del latín stilus, plural: stili) es un instrumento de escritura. El término se emplea también para ayudar un accesorio de computadoras, generalmente una PDA o teléfono inteligente. Normalmente hace referencia a una vara alargada y estrecha o punzón estilizado, similar a un bolígrafo moderno, que permite, por ejemplo, ayudar a navegar o alcanzar una mayor precisión al señalar en pantallas táctiles. Otros estiletes son marcadamente curvos para facilitar su manejo.

## Origen

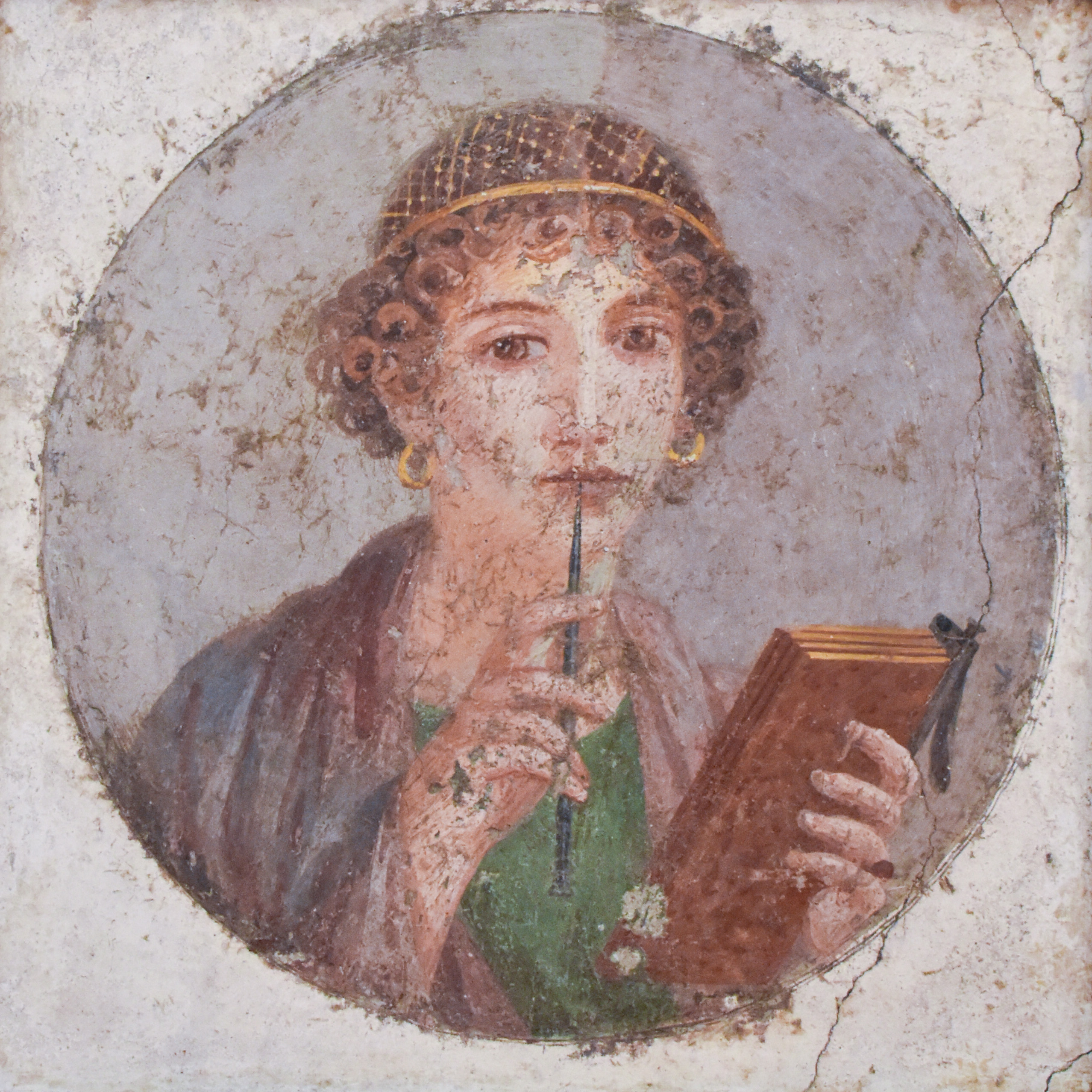
Safo en un Fresco pompeyano donde se la representa con un estilo y varias tabletas de cera.

Los estiletes fueron empleados por primera vez por los antiguos mesopotámicos para escribir en cuneiforme, habitualmente fabricados con cañas que crecían en las orillas de los ríos Tigris y Éufrates y en marismas. La escritura cuneiforme se basaba en la marca en forma de cuña que hacía el extremo de una caña cortada cuando se presionaba sobre una tablilla de arcilla, de ahí el nombre «cuneiforme» del latín cuneus = ‘cuña’.
Los antiguos egipcios también usaban estiletes hechos con cañas cortadas en punta afilada, así como con otros materiales como hueso o metal. Los minoicos de Creta se valieron asimismo de estilos para sus escrituras lineales (lineal A y lineal B) en la primera mitad del segundo milenio a. C.
Los estiletes fueron usados desde tiempos clásicos hasta el siglo XIX para escribir sobre tablillas de cera (tabulae), que se empleaban con diferentes propósitos, desde notas de secretarios hasta el registro de cuentas. Algunas tablillas de cera se han conservado en depósitos anegados de agua, por ejemplo, en el fuerte romano de Vindolanda sobre el Muro de Adriano. Un extremo de dichos estilos era puntiagudo para poder escribir y el otro se hacía aplastado y amplio para borrar.

## Etimología

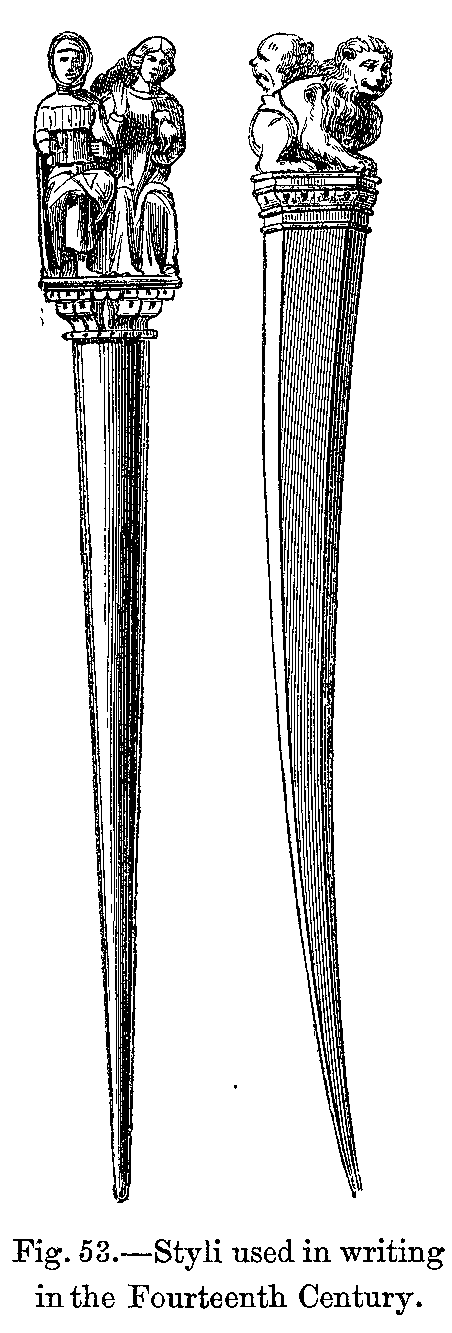
Estilos usados para la escritura en el.

La palabra estilete junto con la palabra estilo proceden de la palabra latina stilus que significa: «una estaca, punzón, instrumento puntiagudo, usado por los romanos, para escribir sobre tablillas de cera». La pronunciación fue influenciada por la palabra griega στυλος que significa columna o pilar. Según el Diccionario de Londres de Antigüedades Griegas y Romanas de 1875 un stylus (en inglés) es «un objeto que adelgaza gradualmente como una columna arquitectónica; un instrumento de metal que se asemeja a un lápiz en tamaño y forma, usado para escribir o grabar impresiones sobre tablillas de cera. Significa: Un instrumento de hierro (Ov. Met. IX.521; Martial, XIV.21), que se asemeja a un lápiz en tamaño y forma, usado para escribir sobre tablillas de cera (Plaut. Bacch. IV.4.63; Plin. H.N. XXXIV.14). En un extremo era afilado hasta lograr una punta que facilitara el dibujo de los caracteres sobre la cera (Quintil. i.1 §27), mientras que el otro extremo, era plano y circular, para permitir volver a alisar la superficie de las tablillas, borrando lo que previamente estaba escrito. Por tanto, vertere stilum significa borrar, y por tanto corregir, como en el famoso precepto saepe stilum vertas (Hor. Sat. 1.10.72; Cic. Verr. II.41)».

## Uso en las artes
Los estiletes se siguen empleando en la actualidad en varias artes y oficios. Situaciones de ejemplo: frotado de letras en el método de la transferencia en seco, trazado de diseños sobre una superficie nueva con papel carbón, y grabado en relieve (grabado tipográfico) de forma manual. Los estiletes también se usan para grabar sobre materiales como el metal o la arcilla.
Un estilete puede ser empleado también para imprimir una grabación sobre láminas metálicas o cristales ahumados. Este método puede ser usado en varios instrumentos en lugar de un bolígrafo para grabar, ya que tiene la ventaja de poder operar sobre un amplio rango de temperaturas, no se atasca o seca prematuramente, y tiene muy poca fricción en comparación con otros métodos. Estas características fueron útiles en ciertos tipos primitivos de sismógrafos y en barógrafos empleados en registros para la determinación de la altitud de planeadores.

## Uso en electrónica

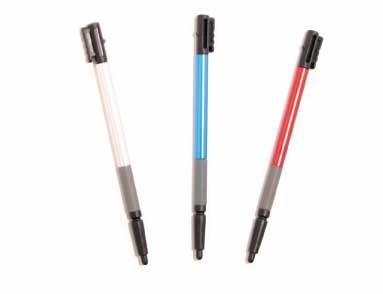
Estiletes modernos, usados con pantallas táctiles en dispositivos electrónicos tales como la Nintendo DS y las PDAs.

En la actualidad, el término estilete se refiere con frecuencia a un método de introducción de datos empleado normalmente en asistentes personales digitales (PDAs) y tabletas gráficas. En este método, un estilete que no secreta tinta toca una pantalla táctil, reemplazando al dedo, para evitar que el aceite natural de las manos de uno se transfiera a la pantalla, o produzca pinceladas en una pantalla de ordenador, respectivamente. 
Los estiletes se usan también con los modelos modernos de la consola portátil GP2X y con la Nintendo DS, que tiene dos pantallas, siendo la inferior sensible al tacto.
Con las pantallas táctiles capacitativas se ha creado un nuevo tipo de estilete que termina en un trozo de goma que realiza la función de la carga natural en el dedo humano. No son tan pequeños como los de las resistivas. En algunos casos se combinan con bolígrafos situándose la goma en el extremo opuesto a la bola de tinta.